# Ängsmätare
Ängsmätare, Ematurga atomaria är en fjärilsart som beskrevs av Carl von Linné 1758. Ängsmätare ingår i släktet Ematurga och familjen mätare, Geometridae. Arten är reproducerande i Sverige. Fyra underarter finns listade i Catalogue of Life, Ematurga atomaria alpicoloraria Vorbrodt, 1917, Ematurga atomaria arenosa Candèze, 1926, Ematurga atomaria minuta Heydemann, 1925 och Ematurga atomaria ngana Wehrli, 1953.

## Bildgalleri

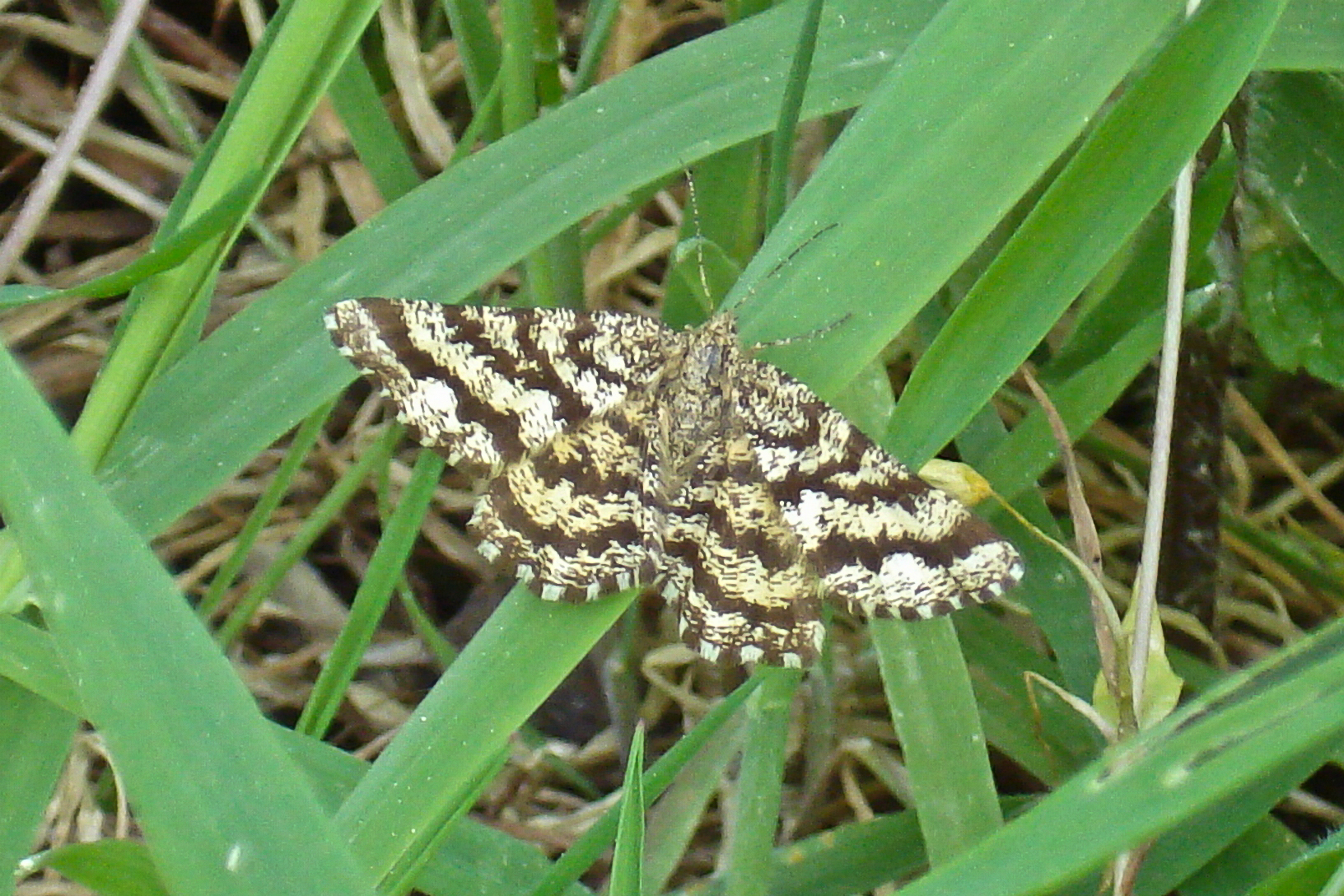
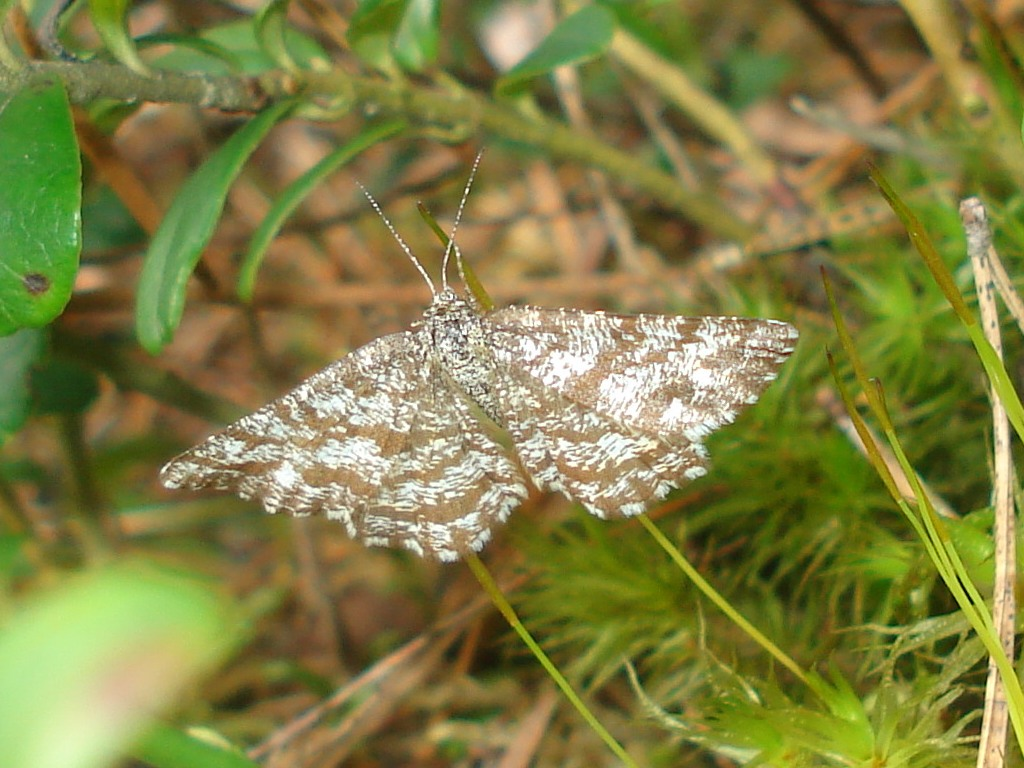
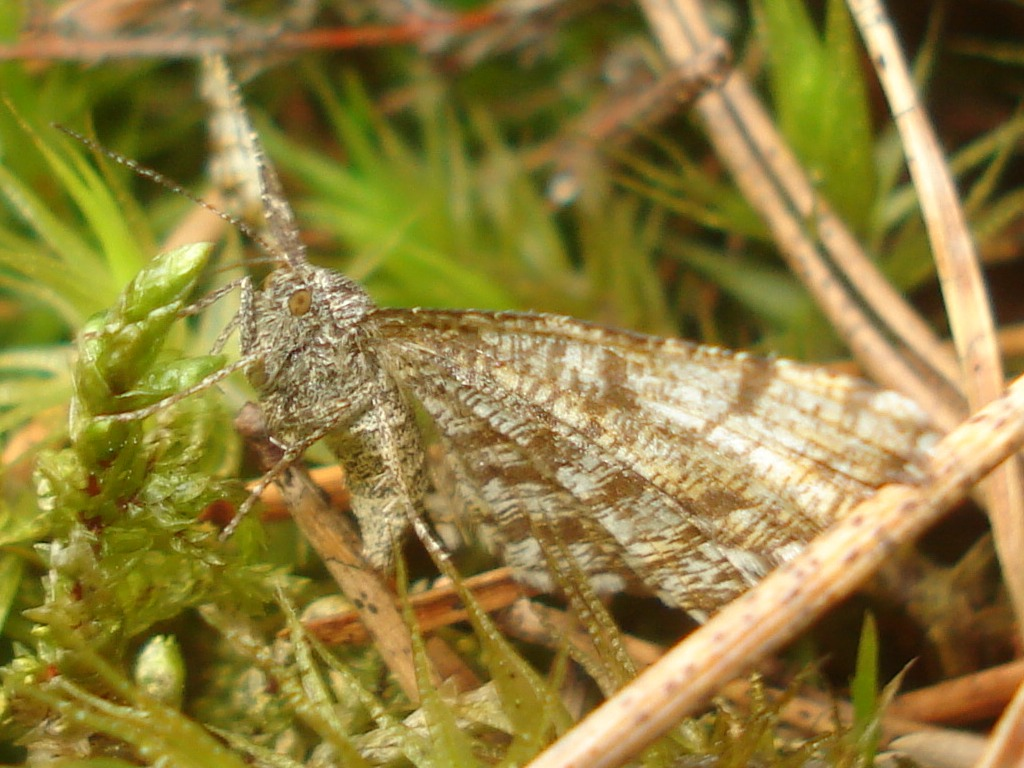
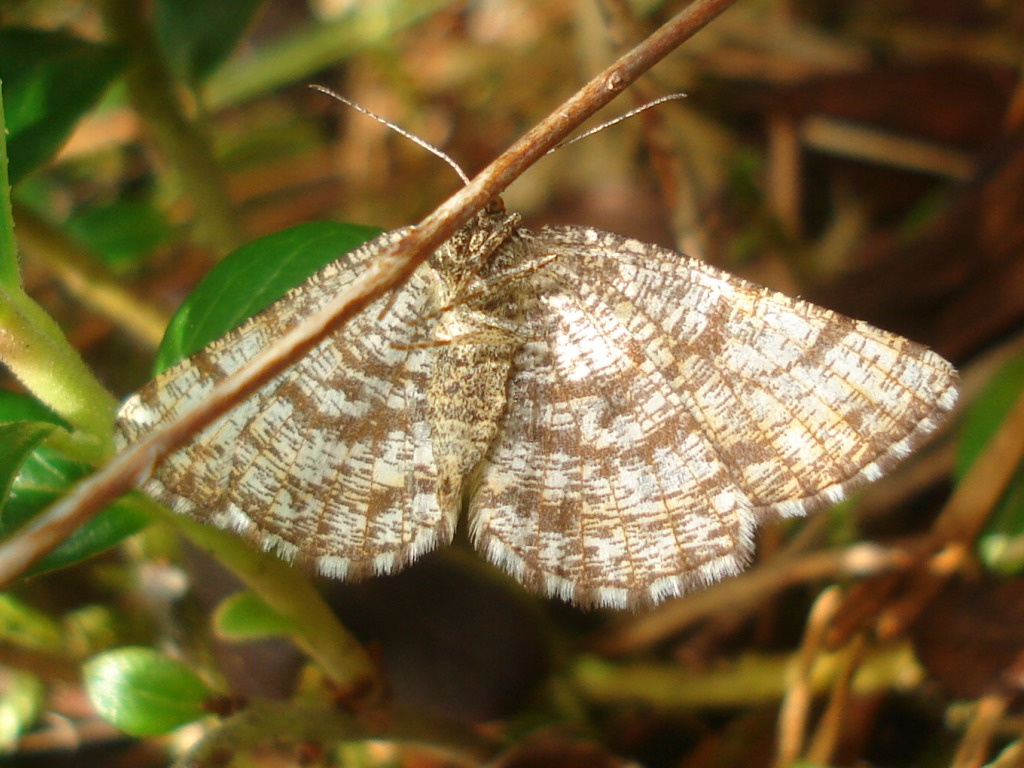
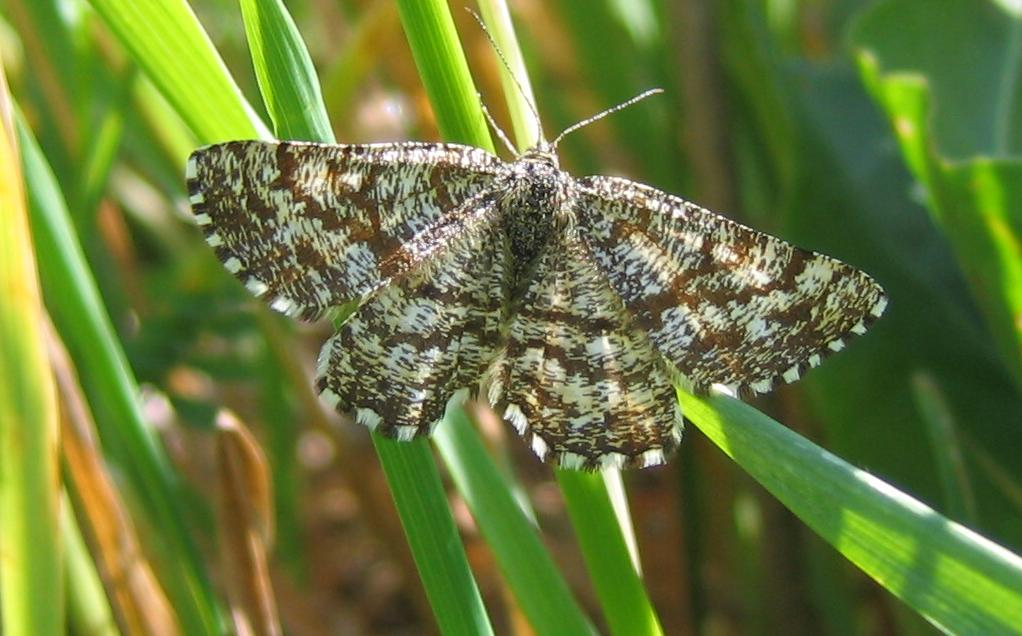
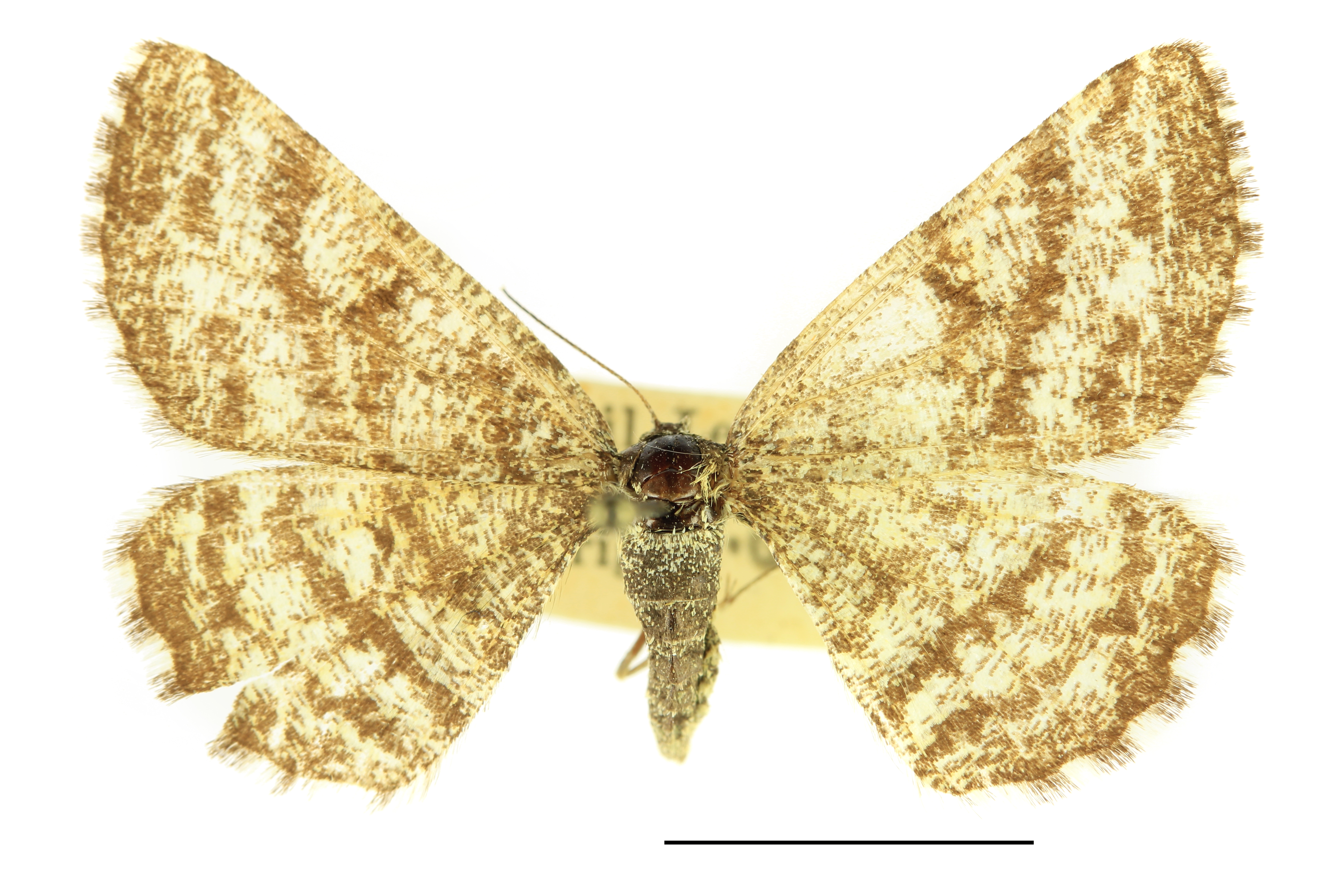